# Simulium reptans
Simulium reptans is een muggensoort uit de familie van de kriebelmuggen (Simuliidae). De wetenschappelijke naam is gepubliceerd in 1758 door Linnaeus in de tiende editie van Systema naturae.